# Severino Lojodice
Severino Lojodice (Milán, Reino de Italia; 25 de octubre de 1933-18 de septiembre de 2023) fue un futbolista italiano que jugó en las posiciones de centrocampista y extremo.

## Carrera

### Club
| Periodo   | Club             |
| --------- | ---------------- |
| 1953–1954 | ASD Fanfulla     |
| 1954–1955 | US Cremonese     |
| 1955–1956 | Simmenthal-Monza |
| 1956–1959 | AS Roma          |
| 1959–1960 | Juventus FC      |
| 1960–1961 | UC Sampdoria     |
| 1961–1963 | Brescia Calcio   |
| 1963–1964 | Simmenthal-Monza |
| 1965-1966 | Cinisello Calcio |
| 1966–1968 | Pro Sesto 1913   |

### Selección nacional
Jugó para Italia U23 en dos ocasiones en 1956.

## Logros
- Serie A (1): 1959/60
- Copa de Italia (1): 1959/60
- IV Serie (1): 1953/54